# Championnat de France de billard carambole partie libre
 (octobre 2023).
Si vous disposez d'ouvrages ou d'articles de référence ou si vous connaissez des sites web de qualité traitant du thème abordé ici, merci de compléter l'article en donnant les références utiles à sa vérifiabilité et en les liant à la section « Notes et références ».
Le Championnat de France billard carambole à la Partie libre est organisé chaque saison par la Fédération française de billard.

## Règles
Comme son nom l'indique, à la partie libre le joueur doit caramboler les deux billes adverses avec la sienne quels que soient les moyens.

## Palmarès

### Année par année

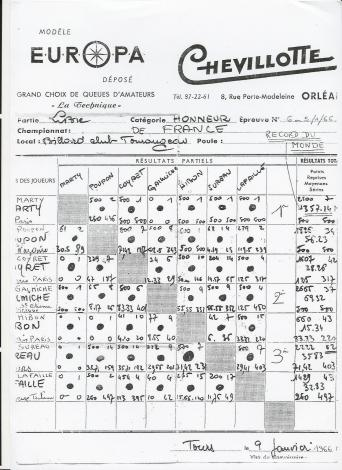
Feuille de résultats du championnat de France 1966, année du record de France et du Monde de Jean Marty

Liste des champions de France de la FFB à la partie libre,,.
| Année       | Ville hôte                  | Vainqueur                 | Moyenne Générale   |
| ----------- | --------------------------- | ------------------------- | ------------------ |
| 1926        | Paris                       | Charles Darantière (1)    | 17,41              |
| 1927        | Paris                       | Lapouze (1)               | 15,49              |
| 1928        | Paris                       | Jean Albert (1)           | 14,13              |
| 1929        | Paris                       | Jacques Davin (1)         | 18,02              |
| 1930        | Lyon                        | Jean Albert (2)           | 25,39              |
| 1931        | Paris                       | Sicard (1)                | 16,85              |
| 1932        | Calais                      | Jean Albert (3)           | 24,09              |
| 1933        | Paris                       | Jean Albert (4)           | 34,55              |
| 1934        | Paris                       | Jacques Davin (2)         | 33,33              |
| 1935        | Paris                       | Constant Cote (1)         | 31,74              |
| 1936        | Marseille                   | Jean Albert (5)           | 43,07              |
| 1937        | Aix-en-Provence             | Constant Cote (2)         | 54,05              |
| 1938        | Saint-Étienne               | Constant Cote (3)         | 39,36              |
| 1939        | Aix-en-Provence             | Jean Galmiche (1)         | 35,35              |
| 1940 à 1945 | Pas de championnat          | Pas de championnat        | Pas de championnat |
| 1946        | Paris                       | Jean Albert (6)           | 38,41              |
| 1947        | Paris                       | Jacques Grivaud (1)       | 34,35              |
| 1948        | -                           | -                         | -                  |
| 1949        | -                           | -                         | -                  |
| 1950        | -                           | -                         | -                  |
| 1951        | -                           | -                         | -                  |
| 1952        | -                           | -                         | -                  |
| 1953        | -                           | -                         | -                  |
| 1954        | -                           | -                         | -                  |
| 1955        | -                           | -                         | -                  |
| 1956        | -                           | -                         | -                  |
| 1957        | -                           | -                         | -                  |
| 1958        | -                           | -                         | -                  |
| 1959        | Clermont-Ferrand            | Jean Galmiche (2)         | 55.55              |
| 1960        | Nantes                      | Jean Galmiche (3)         | 48,61              |
| 1961        | Nogent-sur-Oise             | Jacques Grivaud (2)       | 50,00              |
| 1962        | Paris                       | Jean Galmiche (4)         | 32,90              |
| 1963        | Paris                       | Jean Galmiche (5)         | 35,71              |
| 1964        | Ablon-sur-Seine             | Jean Galmiche (6)         | 41,66              |
| 1965        | Nantes                      | Jean-Pierre Poupon (1)    | 93,81              |
| 1966        | Tours                       | Jean Marty (1)            | 357,14             |
| 1967        | Moyeuvre-Grande             | Jean Marty (2)            | 184,21             |
| 1968        | Perpignan                   | Jean Marty (3)            | 175,00             |
| 1969        | Toulouse                    | Jean-Pierre Poupon (2)    | 105,26             |
| 1970        | Nîmes                       | Jean Marty (4)            | 277,77             |
| 1971        | Perpignan                   | Francis Connesson (1)     | 166,66             |
| 1972        | Amiens                      | Francis Connesson (2)     | 82,89              |
| 1973        | Toulouse                    | Serge Manal (1)           | 80,00              |
| 1974        | Toulouse                    | Jean Laffaille (1)        | 65,78              |
| 1975        | Toulouse                    | Georges Bourezg (1)       | 62,77              |
| 1976        | Marseille                   | Georges Bourezg (2)       | 60,00              |
| 1977        | -                           | -                         | -                  |
| 1978        | Vesoul                      | Jean Arnaud (1)           | 59,82              |
| 1979        | Brest                       | Georges Bourezg (3)       | 114,30             |
| 1980        | Dijon                       | Georges Bourezg (4)       | 131,57             |
| 1981        | -                           | -                         | -                  |
| 1982        | -                           | -                         | -                  |
| 1983        | -                           | -                         | -                  |
| 1984        | -                           | -                         | -                  |
| 1985        | La Baule-Escoublac          | Philippe Hardouin (1)     | 60,71              |
| 1986        | Saint-Maur-des-Fossés       | Georges Bourezg (5)       | 100,00             |
| 1987        | -                           | -                         | -                  |
| 1988        | -                           | -                         | -                  |
| 1989        | -                           | -                         | -                  |
| 1990        | Provins                     | Marc Massé (1)            | 90,90              |
| 1991        | Lyon                        | Brahim Djoubri (1)        | 100,00             |
| 1992        | Aurillac                    | Marc Massé (2)            | 195,56             |
| 1993        | Grauves                     | Marc Massé (3)            | 87,50              |
| 1994        | Lunel                       | Brahim Djoubri (2)        | 98,83              |
| 1995        | Florange                    | Olivier Careaux (1)       | 66,32              |
| 1996        | Ronchin                     | Stéphane Wathier (1)      | 80,05              |
| 1997        | Cavalaire-sur-Mer           | Christophe Duval (1)      | 60,72              |
| 1998        | Montlouis-sur-Loire         | Louis Edelin (1)          | 92,59              |
| 1999        | Schiltigheim                | Yannick Legregam(1)       | 37,31              |
| 2000        | Cholet                      | Francky Mustière (1)      | 117,22             |
| 2001        | Rodez                       | Eric Castaner (1)         | 65,00              |
| 2002        | Saint-Nicolas-d'Aliermont   | Eric Castaner (2)         | 83,65              |
| 2003        | Metz                        | Emmanuel Lefranc (1)      | 76,88              |
| 2004        | Faches-Thumesnil            | Laurent Guenet (1)        | 86,48              |
| 2005        | Périgueux                   | Eric Castaner (3)         | 101,45             |
| 2006        | Billy-Montigny              | Jean-François Florent (1) | 142,86             |
| 2007        | Courbevoie                  | Mikaël Devogelaere (1)    | 120,94             |
| 2008        | Saint-Denis-en-Val          | Jean-François Florent (2) | 134,82             |
| 2009        | Colmar                      | Laurent Guenet (2)        | 115,86             |
| 2010        | Castres                     | Steve Dorard (1)          | 80,00              |
| 2011        | Schiltigheim                | Pierre Soumagne (1)       | 160,00             |
| 2012        | Ozoir-la-Ferrière           | Pierre Soumagne (2)       | 106,67             |
| 2013        | Saint-Maur-des-Fossés       | Olivier Careaux (2)       | 200,00             |
| 2014        | Ronchin et Faches-Thumesnil | Olivier Careaux (3)       | 200,00             |
| 2015        | Ronchin                     | Benoît Legros (1)         | 134,08             |
| 2016        | Saint-Dizier                | Emmanuel Lefranc (2)      | 79,88              |
| 2017        | Châtillon                   | Jean-François Florent (3) | 133,33             |
| 2018        | Cestas                      | Pierre Martory (1)        | 108.68             |
| 2019        | Dijon                       | Pascal Dessaint (1)       | 111,11             |
| 2020        | Covid-19                    | Covid-19                  | Covid-19           |
| 2021        | Covid-19                    | Covid-19                  | Covid-19           |
| 2022        | Ronchin                     | Eric Castaner (4)         | 70,00              |
| 2023        | Ronchin                     | Jean-François Florent (4) | 140,00             |

## Records

### Record de Moyenne Générale

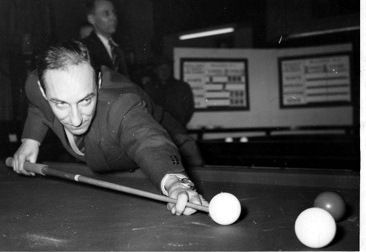
Jean Galmiche - Co-recordman du nombre de victoires

| Joueur     | Année | Moyenne Générale |
| ---------- | ----- | ---------------- |
| Jean Marty | 1966  | 357,14           |

### Record de victoire
| Joueur                | Nombre de victoires |
| --------------------- | ------------------- |
| Jean Galmiche         | 6                   |
| Jean Albert           | 6                   |
| Georges Bourezg       | 5                   |
| Jean Marty            | 4                   |
| Eric Castaner         | 4                   |
| Jean-François Florent | 4                   |
| Marc Massé            | 3                   |
| Olivier Careaux       | 3                   |
| Constant Cote         | 3                   |
| Pierre Soumagne       | 2                   |
| Laurent Guenet        | 2                   |
| Brahim Djoubri        | 2                   |
| Francis Connesson     | 2                   |
| Jacques Grivaud       | 2                   |
| Jean-Pierre Poupon    | 2                   |
| Jacques Davin         | 2                   |
| Emmanuel Lefranc      | 2                   |
| Benoît Legros         | 1                   |
| Mikaël Devogelaere    | 1                   |
| Steve Dorard          | 1                   |
| Francky Mustière      | 1                   |
| Louis Edelin          | 1                   |
| Christophe Duval      | 1                   |
| Pascal Dessaint       | 1                   |
| Stéphane Wathier      | 1                   |
| Philippe Hardouin     | 1                   |
| Pierre Martory        |                     |
| Jean Arnaud           | 1                   |
| Jean Laffaille        | 1                   |
| Serge Manal           | 1                   |
| Charles Darantière    | 1                   |
| Lapouze               | 1                   |
| Sicard                | 1                   |